# جون دوكرتي
جون دوكرتي (بالإنجليزية: John Docherty)‏ هو لاعب كرة قدم بريطاني في مركز نصف الجناح، ولد في 28 فبراير 1935 في غلاسكو في المملكة المتحدة. لعب مع سانت جونستون وكولتشستر يونايتد ونادي ألبيون روفرز ونادي تشيلمسفورد ونادي ستيرلينغ ألبيون وهارت أوف ميدلوثيان.